# Ордина, Александра Ивановна
Александра Ивановна Ордина (род. 15 августа 1987 года) — российский боксёр. Чемпионка Европы (2016). Трёхкратная чемпионка России (2016, 2017, 2020).

## Карьера
Воспитанница воронежского бокса, первый тренер — В. В. Баранов. Позже переехала в Санкт-Петербург. Выступает за СКА Санкт-Петербург. В сборной команде России с 2012 года.
Бронзовый призёр чемпионата России 2012 года. Серебряный призёр Кубка России 2013 года и чемпионата России 2014 года. 
В 2016 году выиграла чемпионат России и чемпионат Европы.
Имеет два высших образования — Воронежский государственный технический университет и Воронежский государственный институт физической культуры. Учится в аспирантуре НГУ физкультуры, спорта и здоровья им. Лесгафта на кафедре менеджмента. Тема диссертации — «Элементы единоборств в фитнес-индустрии».
Приказом министра спорта РФ № 30-нг от 6 марта 2017 года Александре присвоено спортивное звание Мастер спорта России международного класса.